# Jugend trainiert für Olympia & Paralympics

Logo von Jugend trainiert für Olympia & Paralympics

Der Bundeswettbewerb der Schulen Jugend trainiert für Olympia & Paralympics ist mit rund 800.000 teilnehmenden Schülern pro Jahr der weltgrößte Schulsportwettbewerb. In 27 Sportarten werden jährlich mittels regionaler Qualifikationsrunden die besten Schulen Deutschlands ermittelt, welche anschließend in Bundesfinalveranstaltungen gegeneinander antreten. Die Deutsche Schulsportstiftung (DSSS)  ist seit ihrer Gründung im Jahr 1999 Träger und Veranstalter des bundesweiten Wettbewerbs.

## Jugend trainiert für Olympia

### Entwicklung
Der Schulsportwettbewerb Jugend trainiert für Olympia wurde 1969 durch die Zeitschrift Stern ins Leben gerufen und im selben Jahr durch eine Vereinbarung des Bundes, der Länder, des Deutschen Sportbundes (DSB), der Fachverbände mit der Deutschen Sporthilfe institutionalisiert.
Inzwischen tragen unter dem Dach der Deutschen Schulsportstiftung die 16 Kultusministerien der Bundesrepublik Deutschland, der Deutsche Olympische Sportbund (DOSB) und seine beteiligten Sportfachverbände die Verantwortung für den Bundeswettbewerb der Schulen. Die Schirmherrschaft hat jeweils der amtierende Bundespräsident. Für die beiden Finalveranstaltungen in Berlin hat der Regierende Bürgermeister von Berlin die Schirmherrschaft inne, für das Winterfinale der für den Schulsport verantwortliche Minister des jeweiligen Austragungslandes.

### Bundeswettbewerb
Wesentliches Ziel ist die sportliche Talentsichtung und -förderung sowie die Vermittlung olympischer Werte wie Fairness, Teamgeist und Leistungsbereitschaft.
Der Schulmannschaftswettbewerb „Jugend trainiert“ basiert auf einem bundeseinheitlichen Wettkampfsystem. Als Mannschaftswettbewerb steht er allen Schulen in den 16 Ländern der Bundesrepublik Deutschland offen. Die Teilnahme daran ist freiwillig, jedoch nur in Schulmannschaften möglich. Der Wettbewerb ist in, nach Altersstufen geordnete, Wettkampfklassen unterteilt und unterscheidet zwischen einem Standardprogramm und einem Ergänzungsprogramm.
Im Standardprogramm führt der Wettbewerb über mehrere Ebenen bis zum Bundesfinale. Startberechtigt sind beim Bundesfinale die jeweiligen Landessieger aus den 16 Ländern der Bundesrepublik Deutschland. Das Ergänzungsprogramm umfasst in der Regel die Wettkampfklassen der Sportarten des Standardprogramms, die nicht zum Bundesfinale führen.
Das Wettkampfangebot wird jährlich neu ausgeschrieben. Es wird – überwiegend getrennt nach Jungen und Mädchen – gegenwärtig in fünf Altersklassen der 19 Sportarten durchgeführt:
Badminton, Basketball, Beach-Volleyball, Fußball, Gerätturnen, Golf, Handball, Hockey, Judo, Leichtathletik, Rudern, Schwimmen, Ski Alpin, Skilanglauf, Skisprung, Tennis, Tischtennis, Triathlon, Volleyball
Jährlich werden drei Bundesfinalveranstaltungen ausgetragen:
Frühjahrsfinale (Berlin)
- Badminton, Basketball, Gerätturnen, Handball, Tischtennis, Volleyball

Herbstfinale (Berlin)
- Beach-Volleyball, Fußball, Golf, Hockey, Judo, Leichtathletik, Rudern, Schwimmen, Tennis, Triathlon

Winterfinale (wechselnde Orte)
- Skilanglauf, Ski Alpin und Skispringen

Neben den oben genannten 19 Sportarten werden in einzelnen Ländern insbesondere noch die folgenden Sportarten in Schulsportwettbewerben bis zur Ermittlung der Landessieger angeboten: Eisschnelllauf, Fechten, Kanu, Rhythmische Sportgymnastik, Ringen, Rodeln, Snowboarding und Segeln/Surfen.

## Jugend trainiert für Paralympics

### Entwicklung
Im Jahr 2010 erklärten sich die Kultusministerien von neun Bundesländern zu einem Probelauf von Jugend trainiert für Paralympics (JTFP). Im Juni 2010 fand die erste Pilotveranstaltung des Bundeswettbewerbs JTFP im SportCentrum Kamen-Kaiserau statt und sollte auf Vorschlag der Kommission Sport der Kultusministerkonferenz zukünftig fortgesetzt werden.
Seit 2012 wird auf Beschluss des Vorstandes der Deutschen Schulsportstiftung der Wettbewerb JTFP in Anlehnung an den Schulsportwettbewerb Jugend trainiert für Olympia (JTFO) jährlich für Schulmannschaften aller 16 Bundesländer ausgeschrieben.
Die 1. Bundesfinalveranstaltung von Jugend trainiert für Paralympics fand vom 10. bis 13. Mai 2012 in Berlin sowie im Bundesleistungszentrum Kienbaum statt. Schirmherr des Bundeswettbewerbs war und ist der Bundespräsident. Das Bundesfinale wurde von der Deutschen Schulsportstiftung und dem Deutschen Behindertensportverband veranstaltet und von der Senatsverwaltung für Bildung, Jugend und Wissenschaft in Berlin sowie der Deutschen Behindertensportjugend ausgerichtet. Die Abschlussveranstaltung von Jugend trainiert für Olympia in der Max-Schmeling-Halle diente gleichsam als Eröffnungsfeier des 1. Bundesfinales von Jugend trainiert für Paralympics. Dies war der erste Schritt auf dem Weg zu einem inklusiven Veranstaltungsformat, welches schon im darauffolgenden Jahr realisiert wurde.
Seit 2013 werden die drei Bundesfinalveranstaltungen von Jugend trainiert für Olympia und Jugend trainiert für Paralympics im Winter, Frühjahr und Herbst zur selben Zeit und vielfach auch an denselben Wettkampfstätten, zumindest aber am gleichen Ort durchgeführt.

### Bundeswettbewerb
Der Bundeswettbewerb Jugend trainiert für Paralympics (JTFP) ist ein Schulmannschaftswettbewerb, an dem sich alle 16 Länder der Bundesrepublik Deutschland beteiligen können.
Zurzeit finden Bundesfinalveranstaltungen für Schüler mit folgenden Förderschwerpunkten statt:
- Körperliche und motorische Entwicklung (Körperbehinderte): Para-Leichtathletik, Para-Schwimmen, Rollstuhlbasketball und Para-Tischtennis
- Sehen (Blinde und Sehbehinderte): Goalball und Para-Ski-Nordisch
- Geistige Entwicklung (geistig Behinderte): Fußball ID und Para-Ski-Nordisch

Teilnahmeberechtigt sind Mannschaften aus Förderschulen mit diesen Förderschwerpunkten und Mannschaften, die sich aus mehreren Schulen bilden, wenn sie nach den jeweiligen Landesvorgaben z. B. als Integrationsschulen oder im Rahmen des Inklusionsgedankens arbeiten und die Voraussetzungen für eine Teilnahme erfüllen.

## Sonstiges
Seit 2004 übernehmen Spitzensportler, darunter viele ehemalige JTFO-Teilnehmer, Patenschaften für einzelne Sportarten, so zum Beispiel David Storl (Leichtathletik), Natascha Keller (Hockey), Timo Boll (Tischtennis).
Die Jugendmarken 1976 der deutschen Bundespost Berlin hatten das Thema Jugend trainiert für Olympia.
Seit dem 21. Februar 2019 gibt es ein neues gemeinsames Logo für Jugend trainiert für Olympia & Paralympics. Im Schuljahr 2019/20 feiert Jugend trainiert für Olympia sein 50-jähriges Jubiläum.